# Oleg Penkovskij
Oleg Vladimirovitj Penkovskij, född 23 april 1919 i Vladikavkaz, Ryssland, död 16 maj 1963 i Moskva, Ryssland, var en sovjetisk överste i Sovjetarmén, sedermera spion för USA och Storbritannien. Hans kodnamn var "Agent Hero".

## Biografi
Penkovskij far, som var officer i vita armén, stupade i ryska inbördeskriget 1919, när Oleg endast var fyra månader gammal.
Penkovskij hade dåliga erfarenheter av sina överordnade när han verkade inom den sovjetiska säkerhetstjänsten i Turkiet, och han valde att återvända till Moskva. När det sedan uppdagades att hans far hade bekämpat bolsjevikerna under det ryska inbördeskriget, försvann Penkovskijs chanser till befordran. Det var vid denna tid som han bestämde sig för att bli spion. Han försökte få kontakt med CIA, men de tvekade till en början.
Till slut lyckades Penkovskij övertala den brittiske spionen Greville Wynne att arrangera ett möte med två amerikanska och två brittiska underrättelseofficerare i London 1961. Wynne kom att bli en av hans kurirer. Under de följande arton månaderna försåg Penkovskij sina kontakter, spionen Janet Chisholm samt CIA och SIS med ofantliga mängder topphemlig information från Moskva. Genom Penkovskijs spionverksamhet fick president John F. Kennedy vetskap om att Sovjets kärnvapenarsenal var betydligt mindre än vad man tidigare hade trott. Kennedy fick även upplysningar om betydande brister i Sovjetunionens försvar. Alla dessa upplysningar kom att spela en avgörande roll inför och under den så kallade Kubakrisen i oktober 1962. Samma dag, den 22 oktober, som president Kennedy höll ett direktsänt TV-tal i vilket han klargjorde USA:s syn på Sovjets närvaro på Kuba, greps Penkovskij av KGB.

## Penkovskijs öde
Penkovskij ställdes 1963 inför rätta för högförräderi och spionage och dömdes till döden. Källuppgifterna rörande Penkovskijs död är inte samstämmiga. Några källor uppger att han avrättades med nackskott och därefter kremerades. Författaren Vladimir Rezun, tidigare anställd inom GRU, hävdar i sin bok Inside Soviet Military Intelligence (1984) att Penkovskij bands fast med pianotråd vid en träbräda och kremerades levande. En annan källa beskriver Penkovskijs avrättning mera detaljerat. Penkovskij skall ha bundits fast med pianotråd på en träplanka. Hans närmaste vänner tvingades sedan se på när han långsamt sköts in i en kremeringsugn med fötterna före. Vladimir Rezun påstår vidare att händelsen filmades och skulle sedan ha visats för GRU-officerare i karriären för att de skulle ha klart för sig vad som väntade förrädare.

### Fotnoter
1. ↑  Encyclopædia Britannica, Encyclopædia Britannica Online-ID: biography/Oleg-Vladimirovich-Penkovskytopic/Britannica-Online, läst: 9 oktober 2017.[källa från Wikidata]
2. 1 2  TracesOfWar, TracesOfWar person-ID: 68284.[källa från Wikidata]
3. ↑  Find a Grave, Find A Grave-ID: 6880696, läs online, läst: 9 oktober 2017.[källa från Wikidata]
4. ↑  Volkman, Ernest, Spies: The Secret Agents Who Changed the Course of History. New York: Wiley 1994. ISBN 9780471025061

## Översättning
Den här artikeln är helt eller delvis baserad på material från engelskspråkiga Wikipedia.